# Ždiar – Strednica

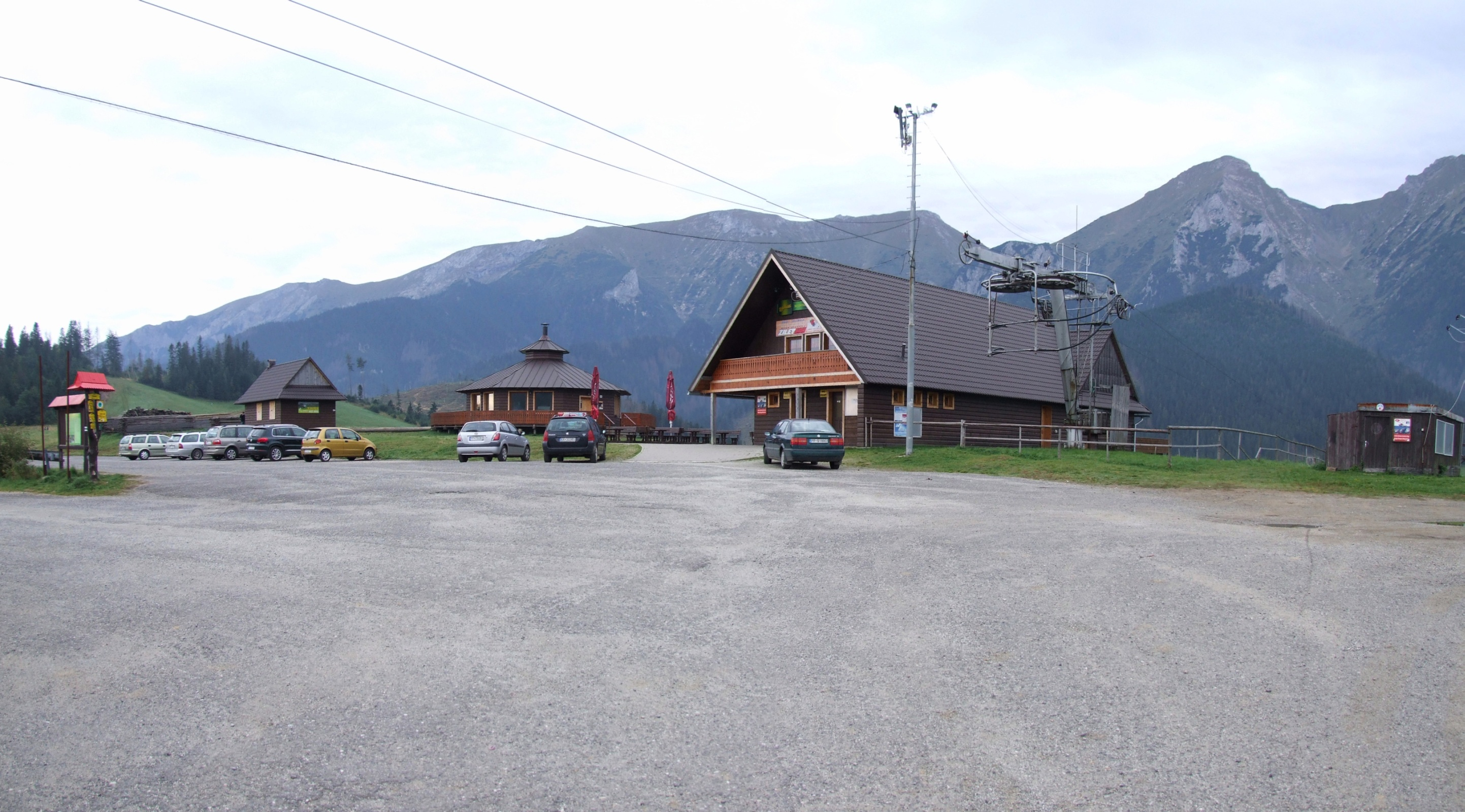
Ośrodek turystyczno-narciarski na Średnicy i widok na Tatry Bielskie

Ždiar – Strednica – ośrodek narciarski w Zdziarze na Słowacji. W polskich źródłach nazywany jest Średnicą. Znajduje się pomiędzy Zdziarską Przełęczą a zabudowanym rejonem Zdziaru, zaraz przy Drodze Wolności, pomiędzy nią, a potokiem Średnica. Pod względem geograficznym jest to obszar Magury Spiskiej. Potok Średnica oddziela ją od Tatr.
Na Średnicy jest przystanek autobusowy (zastavka Strednica), parking samochodowy i ośrodek narciarski (restauracja, bufet, wypożyczalnia sprzętu narciarskiego). Na zboczach opadających do doliny potoku Średnica zimą działa kilka wyciągów narciarskich. Średnica jest też jednym z miejsc startowych dla turystów pieszych podejmujących wycieczki w Tatry lub na Magurę Spiską, oraz dobrym punktem widokowym.

## Szlaki turystyczne
niebieski: Średnica – Rozdroże Przy Tablicy – Prehrštie – Magurka – Slodičovský vrch – Mała Polana – Bukovina – Smreczyny – Przełęcz Magurska. Czas przejścia 6.50 h, ↓ 6.15 h
  zielony: Średnica – Rozdroże Przy Tablicy (skrót, łącznik do szlaku niebieskiego)
  – zielony: Średnica – Ptasiowska Rówienka – Zdziar. Czas przejścia z Średnicy do Ptasiowskiej Rówienki 45 min, ↓ 45 min, stąd do Zdziaru również 45 min, ↓ 45 min